# Ellen Jorgensen
Pour les articles homonymes, voir Jørgensen.
Ellen D. Jorgensen  (née le 2 juin 1955) est une biologiste moléculaire basée à New York et une des figures du mouvement de la biologie participative. Elle travaille à accroître les connaissances scientifiques du grand public, en particulier dans les domaines de la biologie moléculaire et synthétique. Elle est cofondatrice de Biotech Without Borders et de Genspace. En 2017, Ellen Jorgensen est nommée l'une des leaders les plus créatives en affaires par le magazine Fast Company.

## Éducation et carrière
Ellen Jorgensen est diplômée de l'Université de New York (NYU) en 1977 avec une licence en biologie. Elle obtient sa maîtrise et son doctorat en sciences biologiques à l'Université Columbia respectivement en 1979 et 1981. Jorgensen retourne à l'Université de New York où elle obtient son doctorat en biologie cellulaire et moléculaire en 1987 du Sackler Institute. Elle se rend ensuite à SUNY Downstate en tant que post-doctorante pour poursuivre ses recherches sur la structure et la fonction des protéines.  
Jorgensen consacre sa carrière à la biotechnologie à travers différents postes. Elle passe huit ans, de 2001 à 2009, en tant que directrice de la recherche et développement de biomarqueurs à Vector Research, en particulier les premiers biomarqueurs des maladies pulmonaires liées au tabac. En 2009, elle cofonde l'espace biohacker communautaire, Genspace. En 2017, Jorgensen fonde Biotech Without Borders, un deuxième laboratoire communautaire de biotechnologie à but non lucratif.  
Ellen Jorgensen est actuellement professeur auxiliaire à The Cooper Union à New York. Depuis 2018, elle est directrice scientifique d'Aanika Biosciences, entreprise qui trace et authentifie les produits avec des marqueurs microbiologiques. Ses deux conférences TED : Biohacking - vous pouvez le faire aussi et Ce que vous devez savoir sur CRISPR, ont été vues plus de deux millions de fois.  

## Genspace
En 2009, Ellen Jorgensen cofonde Genspace (en), le premier laboratoire communautaire de biotechnologie à but non lucratif. En 2010, elle lance le programme d'études informelles de Genspace sur les sciences, ce qui permet à l'entreprise d'être classée en 2014 parmi les 10 meilleures entreprises innovantes au monde en matière d'éducation,,. L'objectif de Genspace est d'accroître la culture scientifique du grand public en offrant des cours et des ateliers, ainsi qu'un espace pour que les membres de la communauté puissent s'impliquer dans un laboratoire de biotechnologie,. En mars 2017, Ellen Jorgensen démissionne de son mandat de directrice exécutive et devient présidente émérite. Elle est remplacée à la direction par le cofondateur de Genspace, Daniel Grushkin.   
Alors que Genspace est créé dans le but de rendre la culture scientifique plus accessible, l'organisation est critiquée par ceux qui estiment que les essais scientifiques doivent être réservés aux professionnels. Malgré cela, Genspace continue sur sa lancée. Des espaces pour hackers, liés à cette communauté, essaiment dans le monde entier, favorisant un environnement ouvert de collaboration scientifique et d'apprentissage entre amateurs et professionnels,. 
Genspace est situé à Brooklyn, New York. Le laboratoire respecte les restrictions de niveau 1 de biosécurité. Différents niveaux d'adhésion sont proposés, donnant accès à des événements, des cours, un accès au laboratoire, la participation à des projets communautaires, etc. Au printemps 2018, des projets communautaires s'élargissent aux domaines de la mycorémédiation, de la collaboration végétale ouverte et de l'optogénétique.  

### Distinctions
- Top 10 des entreprises innovantes dans le monde de l'éducation (Fast Company, 2014)[7],[6].
- Espace Maker de l'année (Brooklyn Innovation Awards, 2016 et 2017)[14],[6],[10].

## Biotech Without Borders
En 2017, Ellen Jorgensen démissionne de son rôle de directrice chez Genspace afin de fonder Biotech Without Borders, dont elle est désormais présidente,,. C'est un organisme de bienfaisance public, à but non lucratif basé à Brooklyn, New York. Son objet est de permettre aux communautés sous-représentées dans le domaine de la biotechnologie, d'acquérir une expérience pratique de laboratoire. Biotech Without Borders fournit un espace de laboratoire de niveau de biosécurité 2, distribue des ressources biotechnologiques aux laboratoires du monde entier et mobilise le public avec des cours pratiques en laboratoire, des ateliers et des événements.  Il s'agit du premier laboratoire de biosécurité de niveau 2 ouvert aux projets publics. Par rapport à Genspace, Biotech Without Borders cherche à faciliter l'engagement avec une science de haut niveau. 